# Very Large Telescope
Il Very Large Telescope (VLT, lett. "telescopio molto grande") è un sistema di quattro telescopi ottici separati, affiancati da quattro telescopi minori. I quattro strumenti principali sono telescopi riflettori a grande campo Ritchey-Chrétien con uno specchio primario da 8,2 metri di diametro. Le unità minori sono costituite da quattro telescopi riflettori da 1,80 metri di diametro che possono essere spostati a seconda delle esigenze. Il progetto VLT, costato circa 500 milioni di dollari, fa parte dell'Osservatorio europeo australe (ESO), la maggiore organizzazione astronomica europea.
Il VLT si trova all'osservatorio del Paranal sul Cerro Paranal, una montagna alta 2635 m nel deserto di Atacama, nel Cile settentrionale. Come per la maggior parte degli osservatori mondiali, il posto è stato scelto per la sua secchezza (sul Paranal non è mai piovuto a memoria d'uomo), l'abbondanza di notti serene, la quota elevata e la lontananza da fonti di inquinamento luminoso.
La struttura è stata inaugurata il 26 aprile 1996 ed il primo dei quattro telescopi (UT1-Antu) ha iniziato la sua vita operativa il 1º aprile 1999.

## Informazioni generali

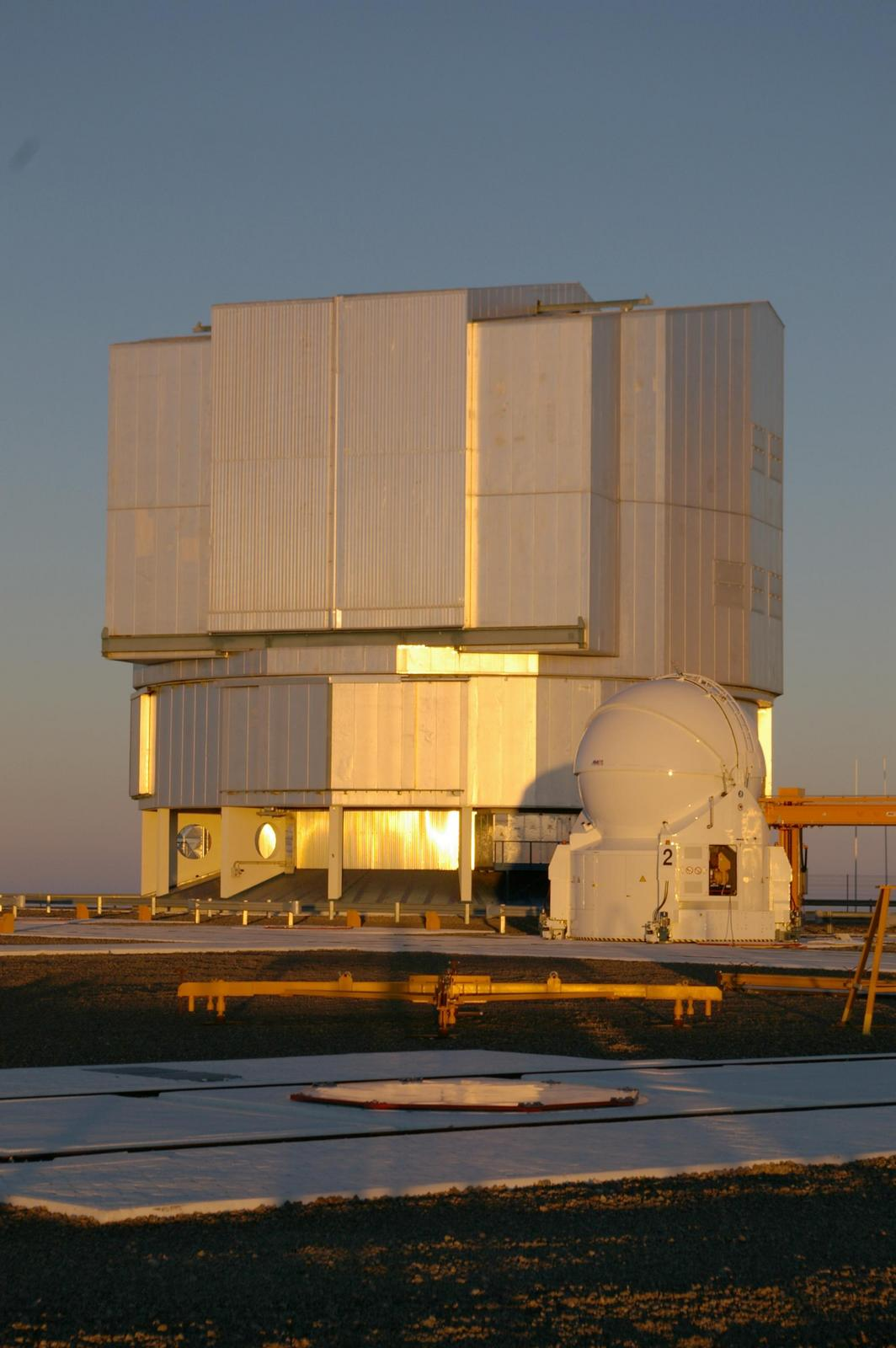
Il telescopio UT1 Antu.

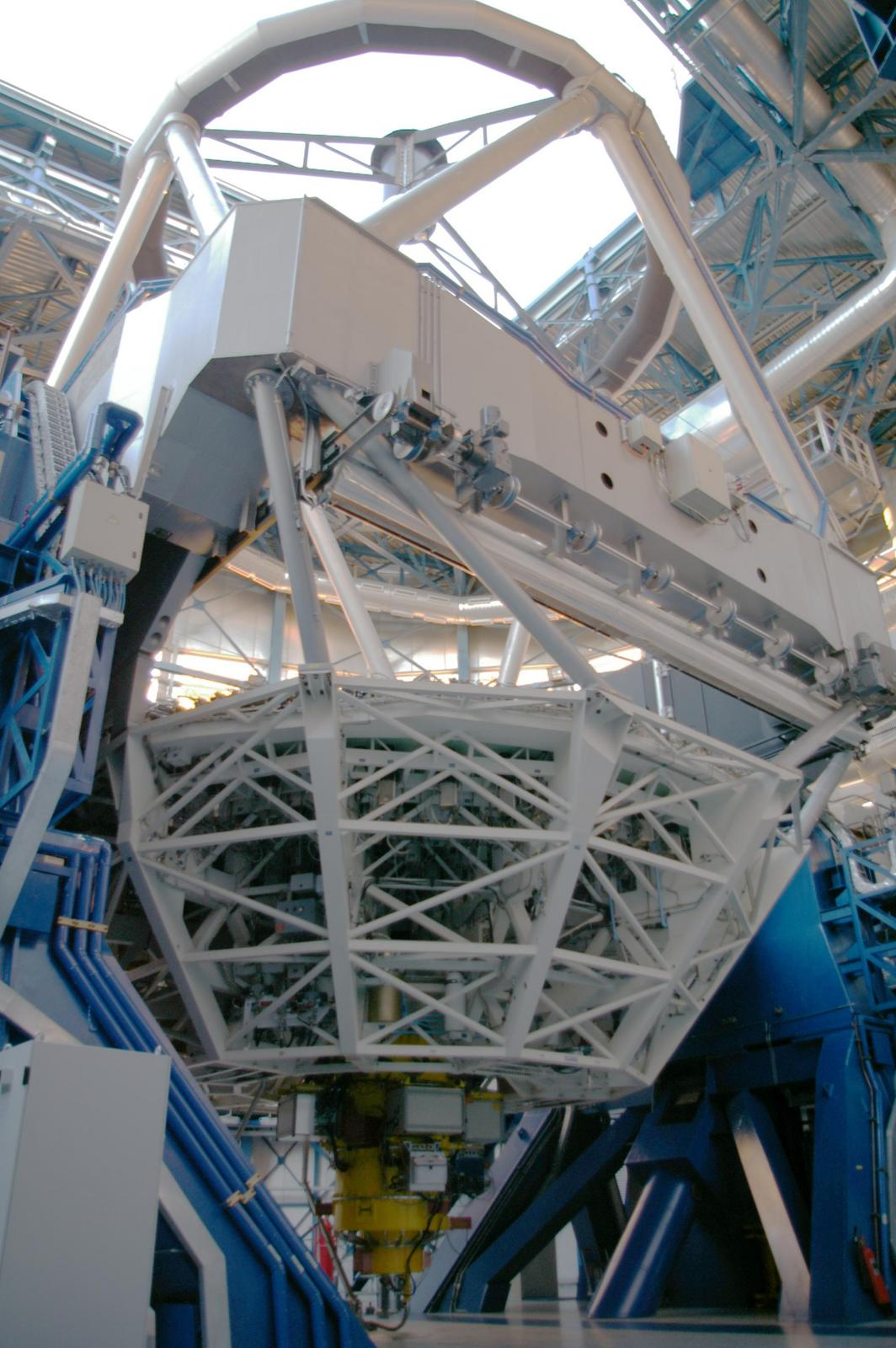
La struttura di uno dei quattro telescopi che compongono il VLT.

Il progetto, frutto di uno studio ambizioso degli 8 stati membri dell'ESO che a fine anni '80 costituivano il consorzio (Belgio, Danimarca, Repubblica federale di Germania, Francia, Italia, Paesi Bassi, Svezia e Svizzera) è stato ufficializzato l'8 dicembre 1987. l complesso consiste di un gruppo di quattro grandi telescopi (chiamati UT, da Unit Telescopes) fissi, quattro telescopi mobili più piccoli e di un interferometro (VLTI) che è usato per le osservazioni con risoluzione più alta. I singoli telescopi sono stati chiamati con i nomi di alcuni oggetti astronomici nella lingua Mapuche locale:
- Antu: (il Sole)
- Kueyen: (la Luna), dal 1º marzo 1999[5]
- Melipal: (la Croce del Sud)
- Yepun: (Venere)[6]

Quest'ultimo nome era stato originariamente tradotto come Sirio, ma oggi si ritiene che Yepun si riferisca a Venere. 
 L'interferometro include inoltre una serie di quattro telescopi ausiliari (AT) mobili di 1,8 metri di diametro.
Il VLT può operare in tre modi:
- come quattro telescopi indipendenti (corrispondente alla modalità principale)
- come un unico strumento non-coerente, che raccoglie quattro volte la luce di uno dei singoli telescopi[9]
- come un unico strumento coerente in modo interferometrico, per un'altissima risoluzione.

Dato il loro grande diametro, UT1-2-3-4 sono tra i telescopi di terra più grandi del mondo. Lo specchio primario è spesso solo 18 centimetri, ed è quindi troppo sottile per mantenere la propria forma da solo. A tale scopo esso è sorretto da 150 pistoncini, che ne aggiustano la forma ogni volta che il telescopio viene mosso in una nuova direzione. Tali dispositivi fanno parte della cosiddetta ottica attiva e vengono sfruttati anche dall'ottica adattiva, chiamata MAD, il cui obiettivo è quello di correggere gli errori introdotti dalle turbolenze atmosferiche.
L'ottica adattiva utilizzata da questi telescopi è di nuova generazione; le comuni ottiche adattive sono in grado di correggere solo una piccola porzione di cielo visibile, tipicamente 15 secondi d'arco. Il sistema MAD è in grado invece di gestire una regione di cielo molto più ampia. In questa modalità e con un'esposizione di un'ora, ciascun telescopio è in grado di fotografare oggetti della trentesima magnitudine.

Panoramica a 360° del cielo notturno sopra il Cerro Paranal. L'arco di luce è la Via Lattea. (Foto ad alta risoluzione).

Nella modalità interferometrica (utilizzata per il 20% circa del tempo di osservazione), la luce raccolta viene inviata ed elaborata in un laboratorio centrale. In questo modo i quattro telescopi raccolgono la stessa quantità di luce di un singolo specchio di 16 metri di diametro, rendendoli lo strumento ottico più grande del mondo. La risoluzione angolare è equivalente a quella di uno specchio che abbia un diametro pari alla massima distanza tra i telescopi (circa 100 metri). Il VLTI ha come obiettivo una risoluzione angolare di 0,001 arcosecondi ad una lunghezza d'onda di 1 μm, nel vicino infrarosso; è sufficiente a risolvere un oggetto grande 2 metri alla distanza che separa la Terra dalla Luna. Il VLTI dovrebbe essere in grado di risolvere i moduli di atterraggio lunari LEM (grandi 5 metri) lasciati sulla Luna dalle missioni Apollo. Un gruppo di scienziati europei si propone appunto di eseguire tale osservazione.
Sebbene fosse usata da lungo tempo in radioastronomia, l'interferometria in astronomia ottica è una tecnologia molto recente in quanto la campionatura e l'allineamento di segnali a frequenze maggiori delle onde radio richiede strumenti ben più sofisticati. Le principali evoluzioni richieste per la costruzione e l'effettiva operatività di VLTI sono due. La prima è la realizzazione di sistemi laser capaci di misurare distanze infinitesime. Le leggi dell'ottica impongono che l'interferometria tra due o più fasci monocromatici sia possibile solo se la differenza tra i cammini ottici dei fasci stessi sia inferiore ad un decimo della loro lunghezza ottica. Quindi la luce raccolta dai telescopi deve arrivare al fuoco comune con una tolleranza massima di circa 50 nanometri su circa 100 metri di cammino ottico! Del corretto allineamento di tutti i fasci di luce impiegati si occupa il Paranal Express, che include laser, circuiti di ritardo e specchietti posti su veri e propri trenini in grado di muoversi in maniera estremamente veloce. Il secondo requisito è l'utilizzo dell'ottica adattiva, che nel caso del VLT è montata su UT-4 e impiega il sensore NACO. L'ottica adattiva serve a correggere la distorsione introdotta dalle turbolenze atmosferiche: il seeing. La dimensione angolare minima del seeing sulla Terra è di 0,2 secondi d'arco, che corrisponde al potere risolutivo di un telescopio da circa 1 metro ad una lunghezza d'onda di 1 µm. È quindi inutile costruire un telescopio molto grande, ad esempio da 5 metri, se il suo potere risolutivo è comunque pari a quello di un telescopio da 1 metro. Questo limite è valido per tutti i telescopi costruiti sulla Terra e giustifica l'importanza delle ottiche adattive nel panorama osservativo moderno.
Il VLTI è uno strumento talmente raffinato da essere in grado di ottenere immagini di qualità superiore persino del Telescopio Spaziale Hubble. Periodicamente gli specchi vengono smontati per essere puliti dalle impurità che si accumulano durante le sessioni di osservazione.

## Dettagli tecnici

### Strumenti

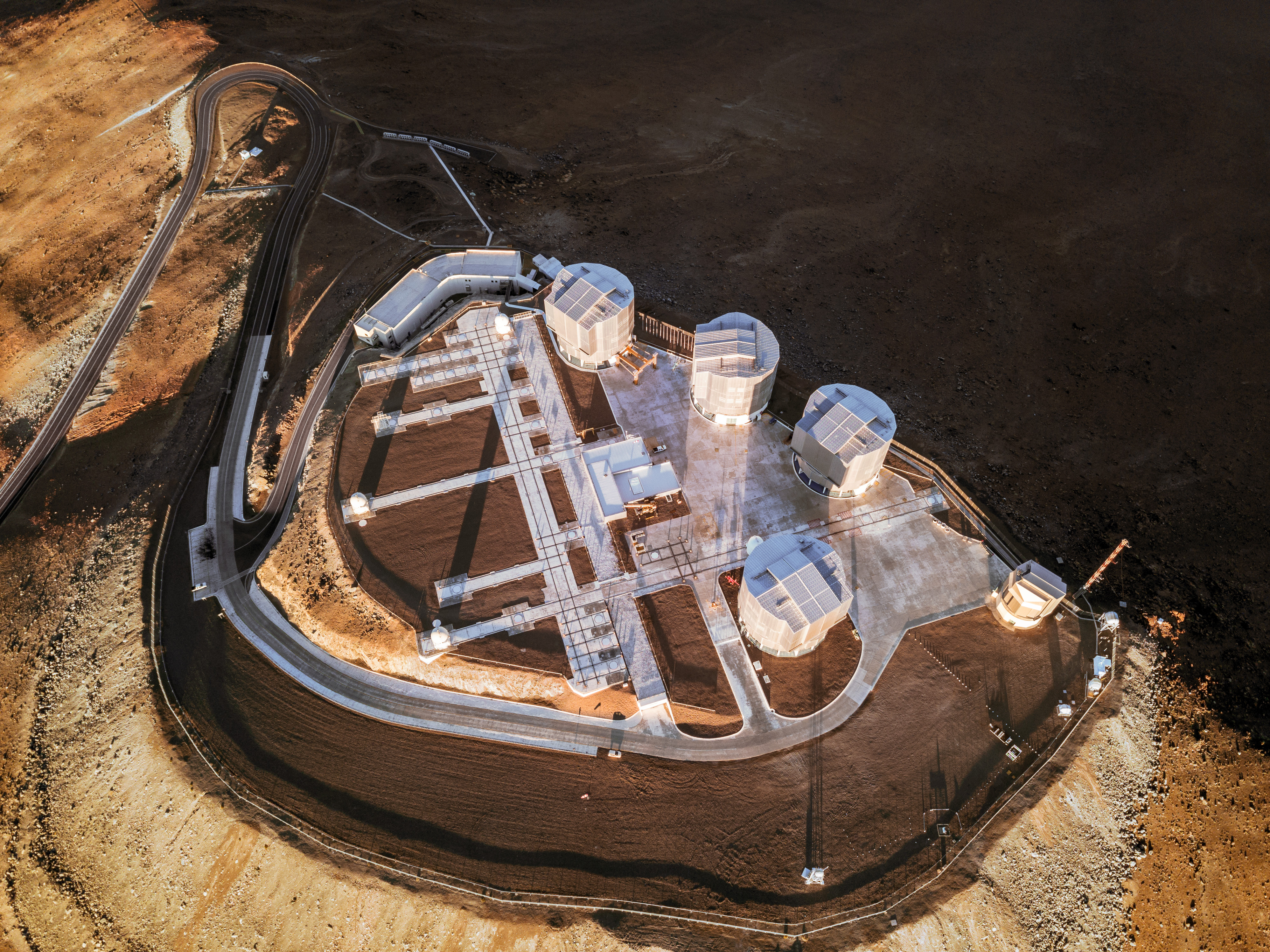
Ripresa dall'alto che mostra la distribuzione dei telescopi principali e ausiliari

I telescopi del VLT sono equipaggiati con una grande serie di strumenti che permettono osservazioni dal vicino ultravioletto (300 nm) al medio infrarosso (24 µm), quindi una porzione molto grande della finestra ottica accessibile da terra. Il corredo strumentale che accompagna le UT è di altissimo livello e include spettroscopia ad alta risoluzione dall'ultravioletto al vicino infrarosso (UVES), spettroscopia multi-oggetto, imaging ad alta risoluzione. Il VLT è famoso per il suo alto livello di efficienza osservativa e per la sua automazione: la sala comandi è stata infatti costruita a centinaia di metri di distanza in linea d'aria dai telescopi, in modo da ridurre al minimo l'influenza delle attività umane sulle osservazioni degli strumenti.
| Telescopio    | Fuoco Cassegrain | Fuoco Nasmyth A | Fuoco Nasmyth B |
| ------------- | ---------------- | --------------- | --------------- |
| Antu (UT1)    | FORS 2           | NACO            | KMOS            |
| Kueyen (UT2)  | X-shooter        | FLAMES          | UVES            |
| Melipal (UT3) | VISIR            | SPHERE          | VIMOS           |
| Yepun (UT4)   | SINFONI          | HAWK-I          | MUSE            |

#### Strumenti di prima generazione
Alcuni dei seguenti strumenti sono ancora in fase di sviluppo:
- FORS 2 (FOcal Reducer and low dispersion Spectrograph) è un CCD sensibile alla luce visibile e uno spettrografo multi-oggetto con un campo di vista di 6,8 x 6,8 minuti d'arco quadrati. (FORS1 era identico a FORS2 ma è stato rimosso dal telescopio nell'aprile del 2009)[13]
- UVES (Ultraviolet and Visual Echelle Spectrograph) è uno spettrografo echelle ad elevata risoluzione che copre il range tra i 300 nm e 1 µm.
- FLAMES (Fibre Large Area Multi-Element Spectrograph) è uno spettrografo multioggetto, che usa un fascio di fibre ottiche collegate a UVES e GIRAFFE; permette lo studio simultaneo di centinaia di sorgenti contemporaneamente.
- NaCo (da NAOS-CONICA; NAOS è l'acronimo di Nasmyth Adaptive Optics System e CONICA di COude Near Infrared CAmera) è parte dell'ottica adattiva. È in grado di produrre immagini infrarosse nitide come quelle riprese dallo spazio e include uno spettrografo, un polarimetro e un coronografo.
- VISIR (VLT Imager and Spectrometer for mid Infrared), fornisce immagini e spettri nella banda del medio infrarosso fra 10 e 20 μm.
- SINFONI (Spectrograph for INtegral Field Observations in the Near Infrared) è uno spettrografo a campo integrale a media risoluzione che funziona nel medio infrarosso (1 - 2,5 µm). Sfrutta l'ottica adattiva.
- CRIRES (CRyogenic InfraRed Echelle Spectrograph) è uno spettrografo echelle che ha una risoluzione R=100 000 nella regione dell'infrarosso vicino fra 1 e 5 μm.
- HAWK-I (High Acuity Wide field K-band Imager) è un CCD per l'infrarosso vicino a grande campo che lavora nella banda K dell'infrarosso, quindi tra 2,0 e 2,5 µm.
- VIMOS (VIsible Multi-Object Spectrograph) è uno spettrografo multioggetto in grado di elaborare fino a 1000 oggetti contemporaneamente in un campo di vista di 14 × 14 minuti d'arco.
- PIONIER, strumento che combina assieme la luce raccolta dai quattro telescopi individuali da 8 metri, permettendo di ottenere dettagli con una risoluzione 16 volte maggiore degli strumenti individuali.[14]
- PRIMA (Phase Referenced Imaging and Microarcsecond Astrometry) è lo strumento del VLTI per l'interferometria che usa sia i 4 telescopi principali che quelli secondari. Permette agli astronomi di osservare deboli oggetti ad alta risoluzione.[15]
- Il fuoco per strumenti ospiti è disponibile per strumenti come ULTRACAM o DAZZLE.

A questi si aggiunge un sensore del VLTI:
- AMBER (Near-infrared Astronomical Multi-Beam combineR), in grado di far interferire fino a tre fasci nel vicino infrarosso tra 1 e 2,4 μm.

#### Strumenti seconda generazione
- X-shooter, il primo strumento di seconda generazione, è un spettrometro a banda larga (dall'UV fino al vicino infrarosso) che è stato concepito per esplorare le proprietà di sorgenti rare, strane o non identificate.
- KMOS, uno spettrografo criogenico multi-oggetto, sensibile all'infrarosso, costruito principalmente per lo studio di galassie distanti.[16]
- MUSE (Multi Unit Spectroscopic Explorer), un enorme spettrografo 3D montato sull'UT4, che fornirà spettri completi nel visibile di tutti gli oggetti contenuti in volumi cilindrici fini che attraversano l'universo[17]
- SPHERE è un sistema con ottica adattiva a forte contrasto dedicato alla scoperta e allo studio di esopianeti.[18]
- SAXO (SPHERE extreme AO system), uno strumento che combina un sistema di ottica adattativa estrema, vari coronografi e una serie di strumenti focali che prenderà immagini e spettri a campo integrale e opererà anche in polarimetria nella luce visibile e infrarossa.[19]
- ESPRESSO (Echelle Spectrograph for Rocky Exoplanet- and Stable Spectroscopic Observations), è uno spettrografo echelle ad alta risoluzione con fibre ottiche, sensibile alla luce visibile, per la ricerca di pianeti extra-solari rocciosi nella zona abitabile di altre stelle.[20]
- MATISSE: (Multi-AperTure mid-Infrared SpectroScopic Experiment).[21] Un interferometro operante nel medio infrarosso (13 - 32 nm) e risoluzione spaziale di 5-10 mas. Può ricombinare la luce raccolta da quattro telescopi contemporaneamente, che siano le unità principali o le ausiliarie da un metro, ricostruendo per interferenza l'immagine risultante. Adatto allo studio di nuclei galattici attivi, stelle massicce e caratterizzazione esoplanetaria. Operativo da febbraio 2018.[22]

### Interferometria e VLT

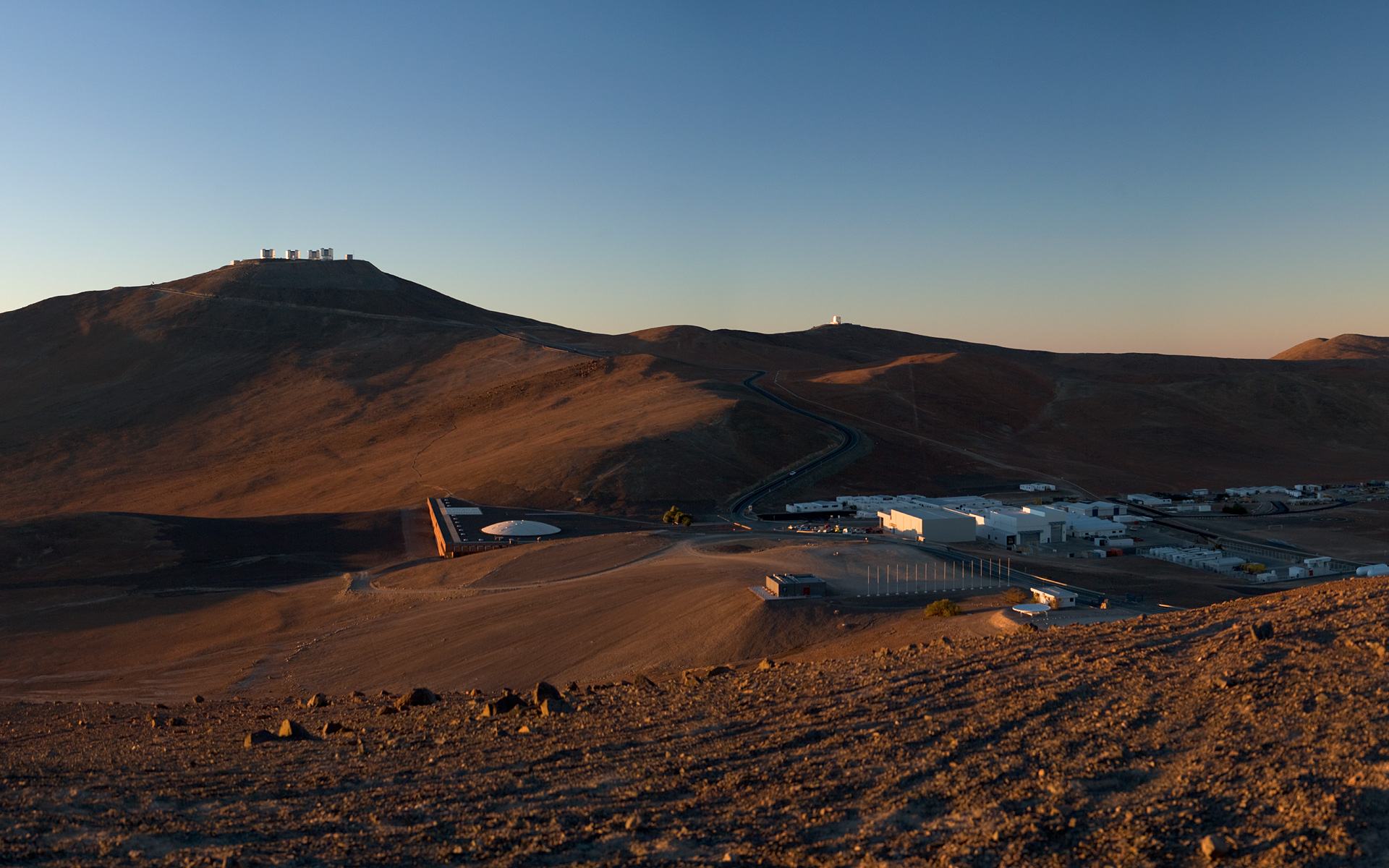
Il campo base a Paranal e il VLT in cima al Cerro Paranal sulla sinistra

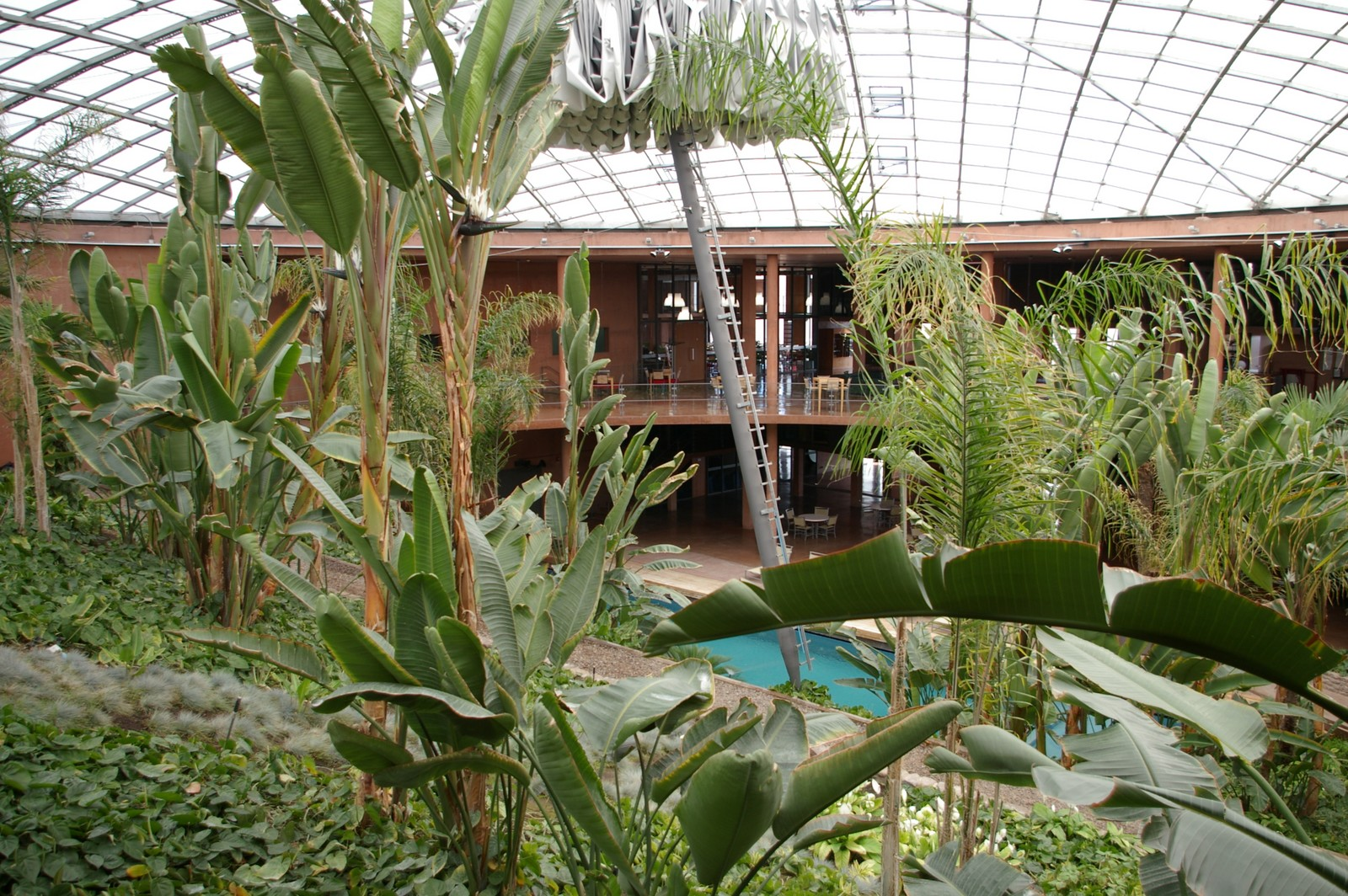
Interno della Residencia di Paranal

Nella modalità di funzionamento interferometrica la luce che arriva dai telescopi è riflessa dagli specchi e convogliata attraverso apposite gallerie verso un laboratorio centrale che combina tutti i raggi luminosi. Il VLTI raggiunge una risoluzione angolare effettiva di 0,002 secondi d'arco ad una lunghezza d'onda di 2 μm. Questa risoluzione è paragonabile a quella ottenuta con altri sistemi come il Navy Prototype Optical Interferometer e il CHARA array. Usando i grandi telescopi, gli oggetti più deboli che può osservare il VLTI sono di magnitudine assoluta (H) pari a 7 nell'infrarosso vicino per osservazioni a banda larga paragonabile a quella di altri interferometri che operano nel vicino infrarosso/ottico senza "fringe-tracking". Nel settembre 2011 è stato aggiunto un sistema di integrazione incoerente, chiamato AMBER "blind mode" che permetterà di osservare sorgenti fino a K=10 con una risoluzione spettrale media. A lunghezze d'onda più interessanti, come il medio infrarosso, il VLTI può raggiungere una magnitudine di 4,5, notevolmente più debole dell'Infrared Spatial Interferometer. Quando sarà introdotto il monitoraggio delle frange, la magnitudine limite dovrebbe migliorare di quasi un fattore 1000, raggiungendo la magnitudine 14. Questo risultato è simile a quello che ci si aspetta per altri interferometri con monitoraggio delle frange.
Nella modalità spettroscopica il VLTI può raggiungere adesso una magnitudine limite di 1,5. Il VLTI può lavorare in modo pienamente autonomo, rendendo le osservazioni interferometriche molto semplici da preparare ed eseguire. Il VLTI è diventato il primo strumento al mondo che offre a tutti gli utenti della comunità astronomica osservazioni interferometriche ottiche ed infrarosse.
A causa dei tanti specchi coinvolti nel sistema del VLTI, una percentuale consistente della luce raccolta, compresa tra il 70% e il 95% a seconda della lunghezza d'onda interessata, va perduta prima che essa possa raggiungere i sensori. Inoltre la tecnica interferometrica è tale da essere efficiente solo per oggetti che sono abbastanza piccoli in modo che tutta la loro luce sia concentrata. Per esempio un oggetto con una luminosità superficiale bassa (come quella della Luna) non può essere osservato, perché la luce è troppo diluita. Solo obiettivi a temperature di 1000 °C hanno una luminosità superficiale sufficientemente alta per essere osservati nel medio infrarosso, mentre varie migliaia di gradi Celsius sono necessarie per le osservazioni nel medio infrarosso con il VLTI. Ciò include la maggior parte delle stelle nella vicinanza del Sole e molti oggetti extragalattici come le galassie attive brillanti, ma questo limite in sensibilità esclude le osservazioni interferometriche della maggior parte degli oggetti del sistema solare. Malgrado l'uso di grandi telescopi e di ottica adattiva possa migliorare leggermente la sensibilità, l'interferometria ottica non può andare oltre le stelle vicine e le galassie attive più brillanti.
I primi due strumenti al VLTI erano VINCI (uno strumento test usato per installare il sistema) e MIDI, che permetteva solo a due telescopi di essere usati allo stesso tempo. Con l'installazione dello strumento AMBER nel 2005, con la tecnica della fase di chiusura, osservazioni interferometriche con 3 telescopi saranno possibili. L'installazione di PRIMA (Phase Referenced Imaging and Microarcsecond Astrometry) nel 2008 ha aumentato ancora le capacità fotografiche del VLTI, permettendo "phase-referenced imaging".
Dopo aver conosciuto ritardi importanti e aver mancato di raggiungere le specificazioni, nel dicembre 2004 il VLTI è tornato al centro dell'attenzione con il secondo piano di salvataggio di ESO. Esso implicava sforzi aggiuntivi per il miglioramento rapido del seguito delle frange e le prestazioni delle principali gallerie di ritardo. Da notare che questo si applica solo 
all'interferometria e non agli altri strumenti di Paranal. Nel 2005 il VLTI produceva continuamente dati, anche se con una magnitudine limite più brillante e una peggiore efficienza di quella prevista. Nel marzo del 2008 il VLTI aveva già permesso la pubblicazione di 89 articoli su riviste referenziate.

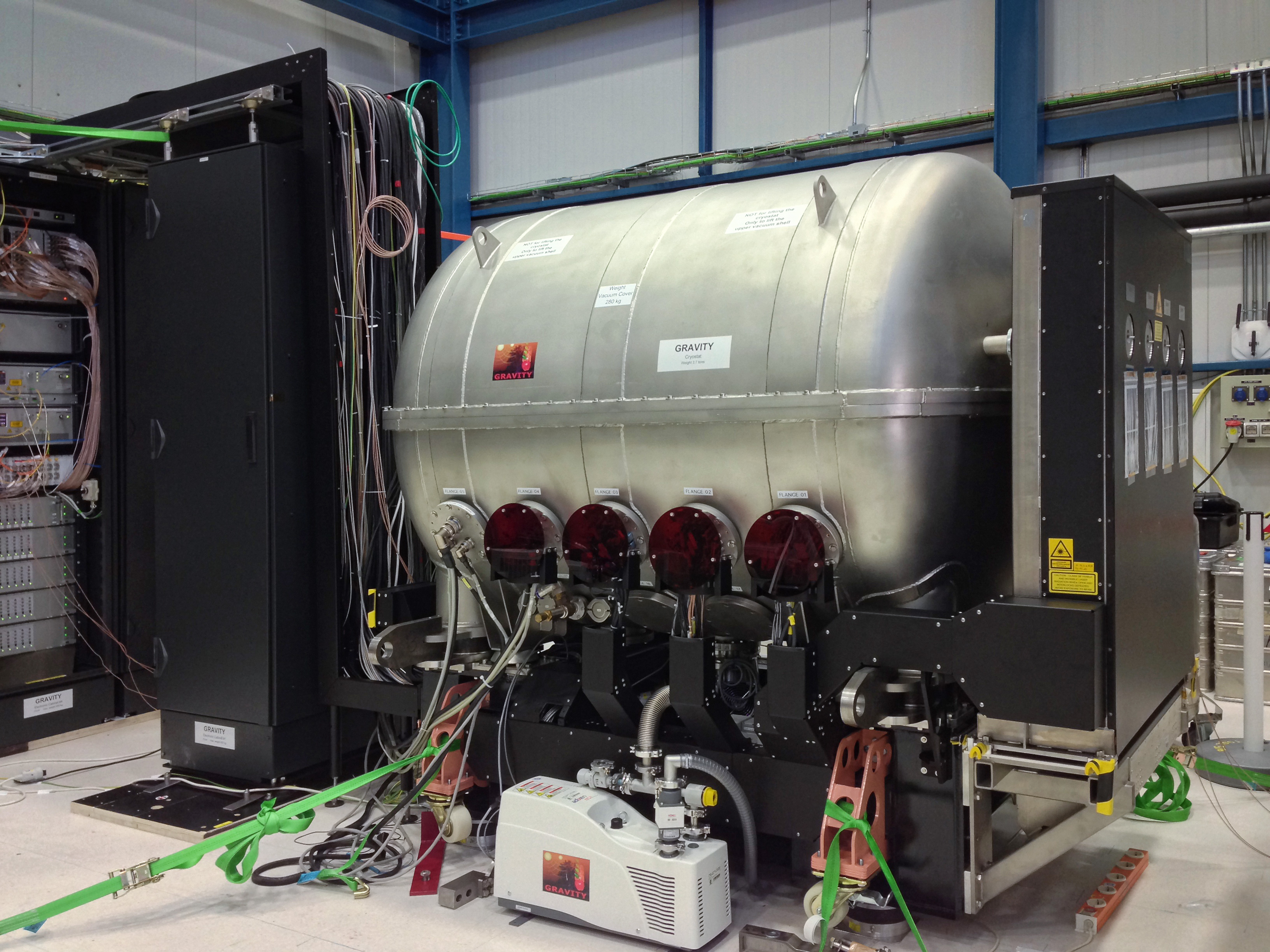
Lo strumento GRAVITY

Nel 2016 è stato installato il nuovo spettrografo GRAVITY operante nel vicino infrarosso in lunghezze d'onda comprese tra 2,0 e 2,4 μm. Esso combina i fasci di quattro telescopi, arrivando ad una risoluzione angolare sui millesimi di secondo d'arco. Viene usato per scopi sia di astrometria, sia di riprese interferometriche e nel marzo 2019 ha svolto degli importanti studi sul pianeta HR 8799 e, mostrando anche il ruolo che ha nello studio di esopianeti.

### Auxiliary Telescopes

Un Auxiliary Telescope in uso

Poiché i telescopi principali (UT) sono utilizzati la maggior parte del tempo in modo indipendente, essi vengono usati in modo interferometrico soprattutto durante le notti "brillanti" (cioè vicino alla Luna piena). Il resto delle volte l'interferometria è realizzata tramite i telescopi ausiliari (AT) di 1,8 m di diametro dalla capacità di spostarsi su 30 diverse postazioni, che sono dedicati interamente all'osservazione interferometrica. Le prime osservazioni di questo genere sono state condotte nel febbraio 2005. Dal 2006 tutti e quattro gli AT sono pronti per le osservazioni, costruiti dalla ditta belga AMOS. Con uno specchio secondario di 0,14 m sono posti in quattro singole cupole del diametro di 3,9 m, alte 6,3 e dotate dei necessari sistemi di raffreddamento. Si ricorda che per l'osservazione interferometrica degli oggetti più brillanti, c'è relativamente poco guadagno ad usare i telescopi di 8 metri piuttosto che quelli di 1,8 metri.

### Ottica adattiva con il VLT
Ad agosto 2017, con la prima luce dello strumento MUSE, l'unità Yepun (UT4) del VLT è stata trasformata in un telescopio completamente adattivo (AOF, Adaptive Optics Facility).

## Ricerca e risultati scientifici
- A giugno 2017 viene osservato il primo pianeta extrasolare mediante lo strumento SPHERE[37]. Il pianeta, HIP 65426 b, dista circa 385 anni luce ed ha massa compresa tra le 6 e le 12 volte quella gioviana, con temperatura variabile tra 1000 e 1400 °C, con presenza di acqua e nubi nella sua atmosfera.[38]
- a novembre 2017, lo strumento FORS è stato utilizzato per misurare l’orbita, la luminosità e il colore dell'asteroide interstellare 1I/2017 U1 (1I/'Oumuamua). L'oggetto, la cui lunghezza è stimata intorno ai 400 metri, ruota intorno al proprio asse ogni 7,3 ore; la sensibile variazione di luminosità fa supporre sia un oggetto estremamente allungato. Queste proprietà fanno supporre che l'oggetto sia denso, probabilmente roccioso o con un contenuto elevato di metalli,[39][40]

## Nella cultura di massa
Uno dei grandi specchi del telescopio è stato il soggetto di un episodio della serie World's Toughest Fixes, del National Geographic Channel, quando un team di ingegneri rimosse e trasportò lo specchio per essere pulito e rialluminato.
La zona attorno al VLT è stata vista anche in Quantum of Solace, film della serie di James Bond.

## Galleria d'immagini

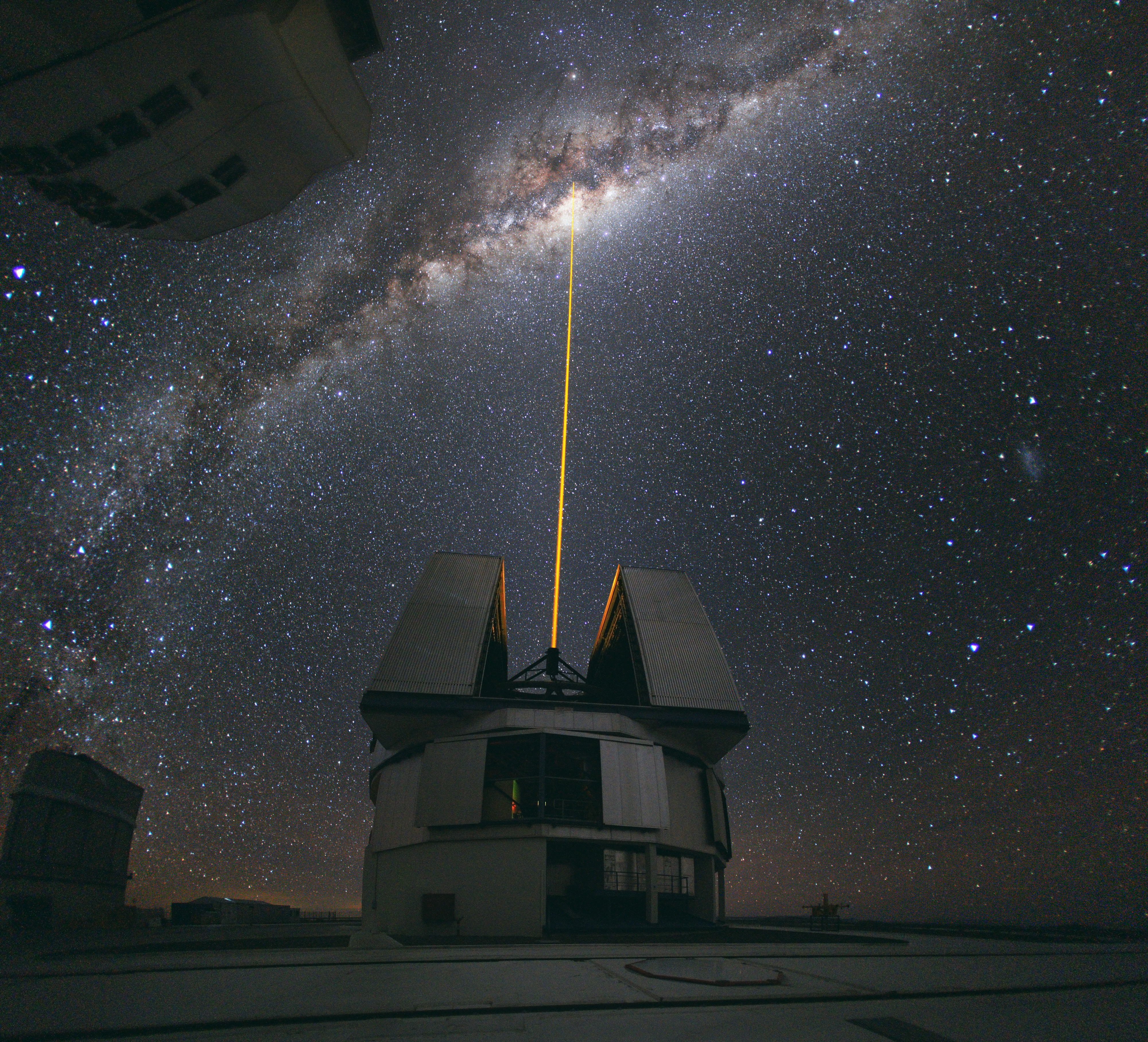
Stella guida laser (Wikimedia Commons Picture of the Year 2010).
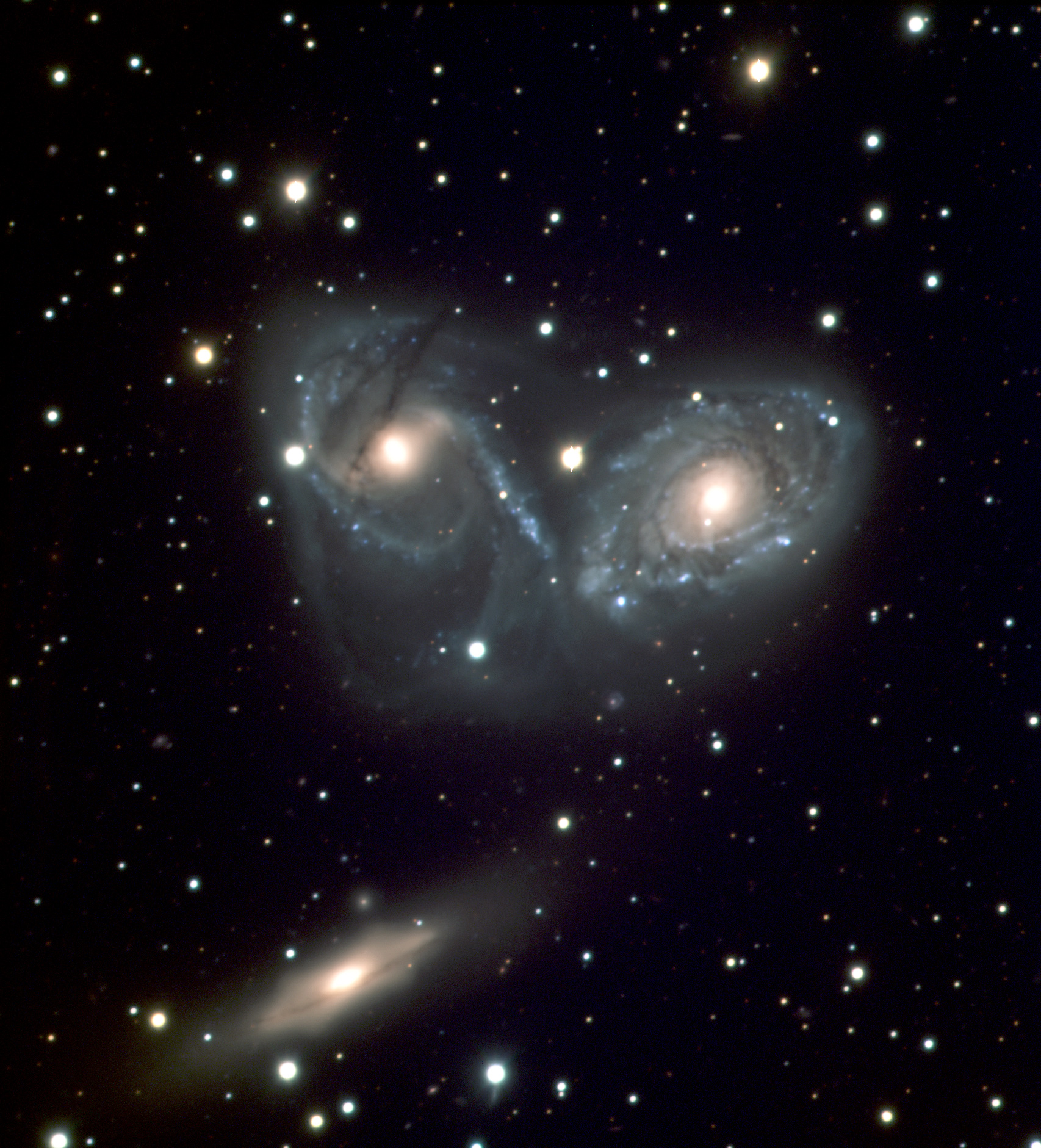
Il trio di galassie NGC 6769, 6770 e NGC 6771 osservate con VIMOS.
Enorme tempesta su Saturno osservata con il VLT.
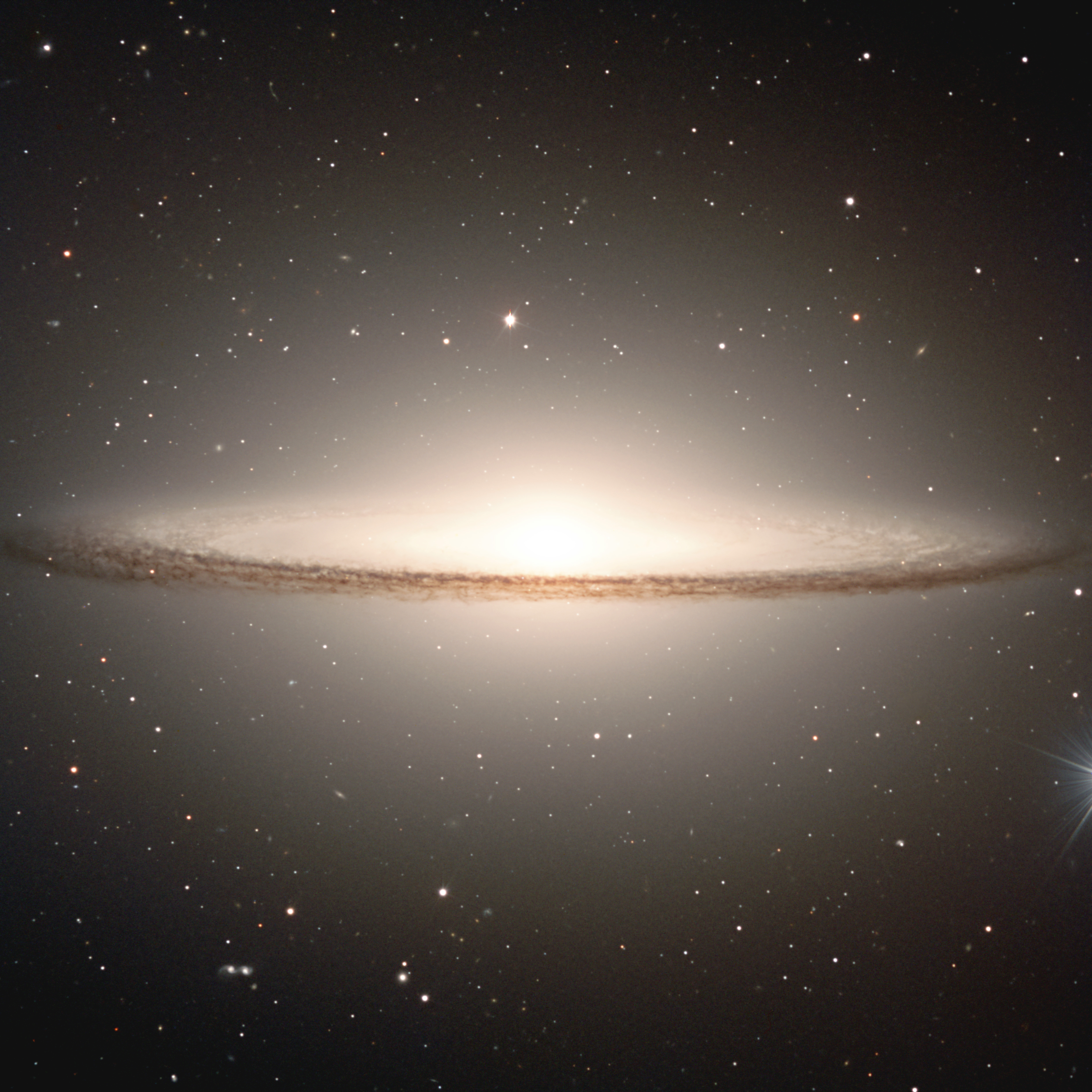
La galassia Sombrero vista con FORS1 al VLT.
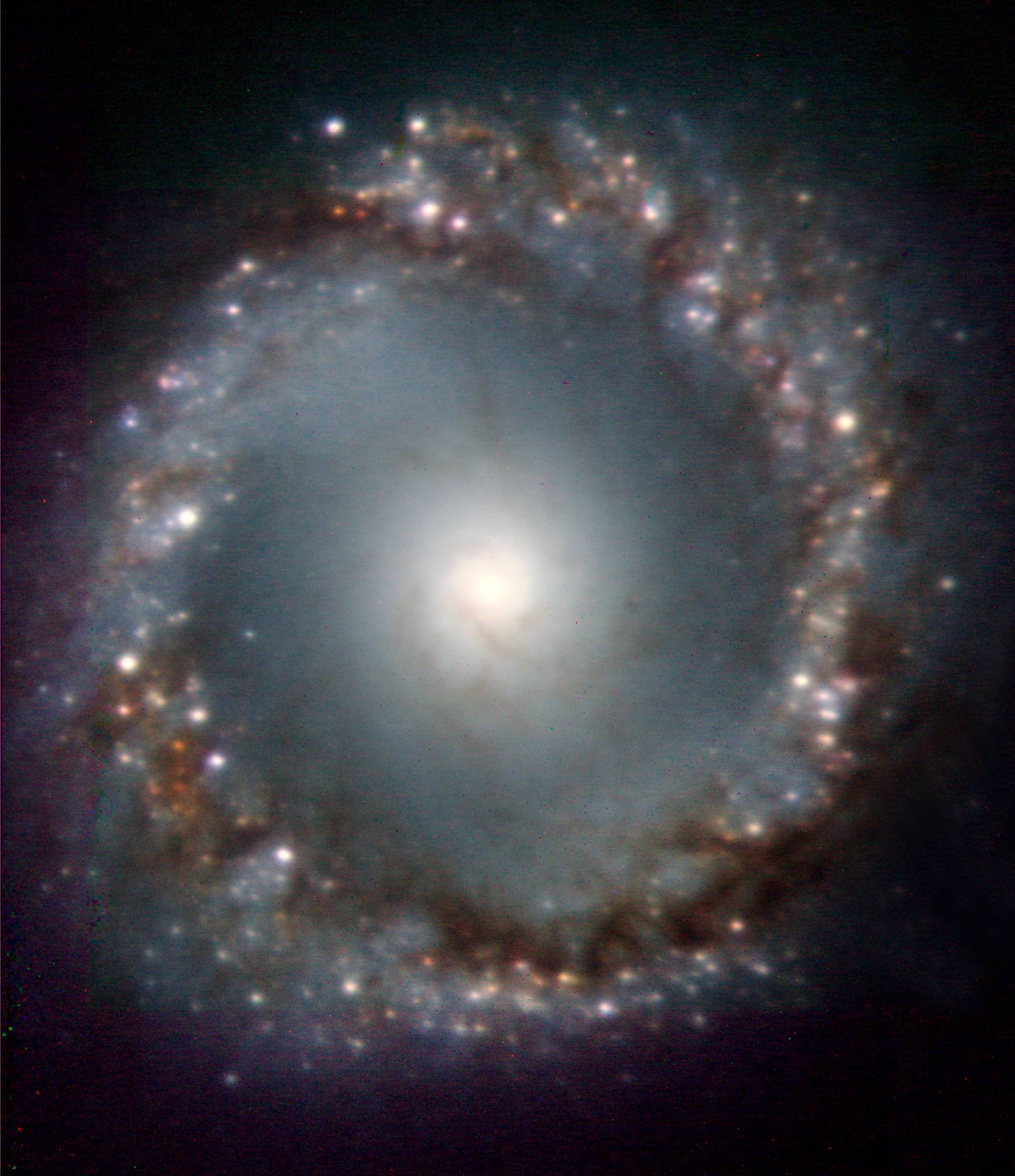
Immagine della regione centrale (con un'estensione di 5500 anni luce) della galassia spirale NGC 1097, ottenuta con l'ottica adattativa NACO del VLT.
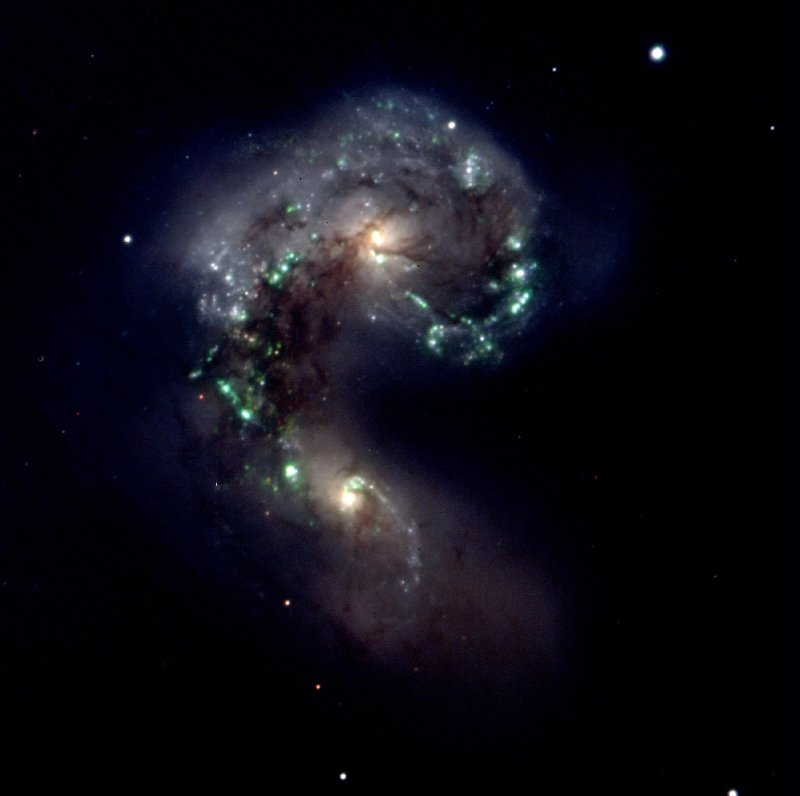
Una delle prime immagini di VIMOS che mostra le famose galassie Antenne (NGC 4038/9).
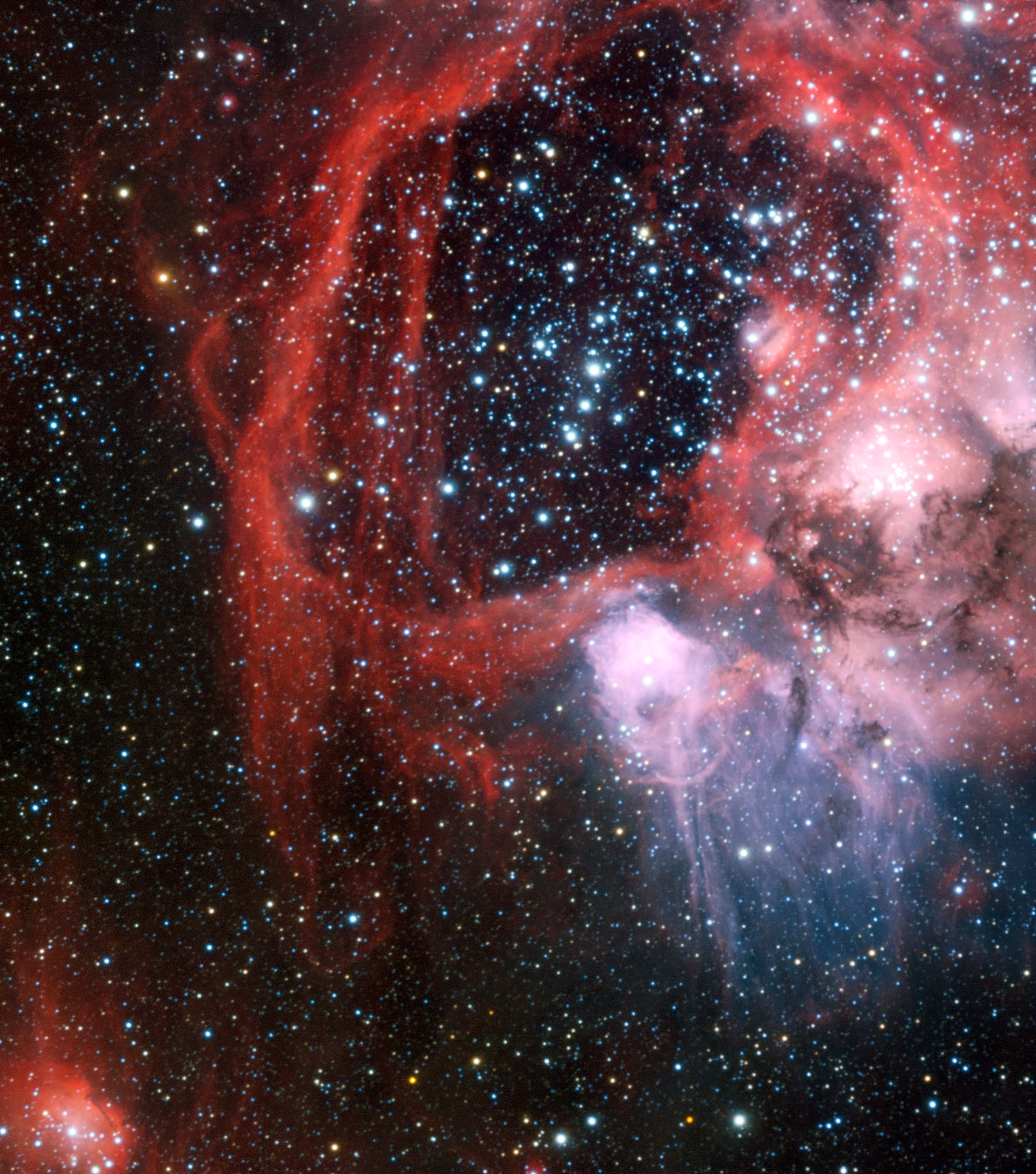
La nebulosa LHA 120-N 44 attorno all'ammasso stellare NGC 1929.
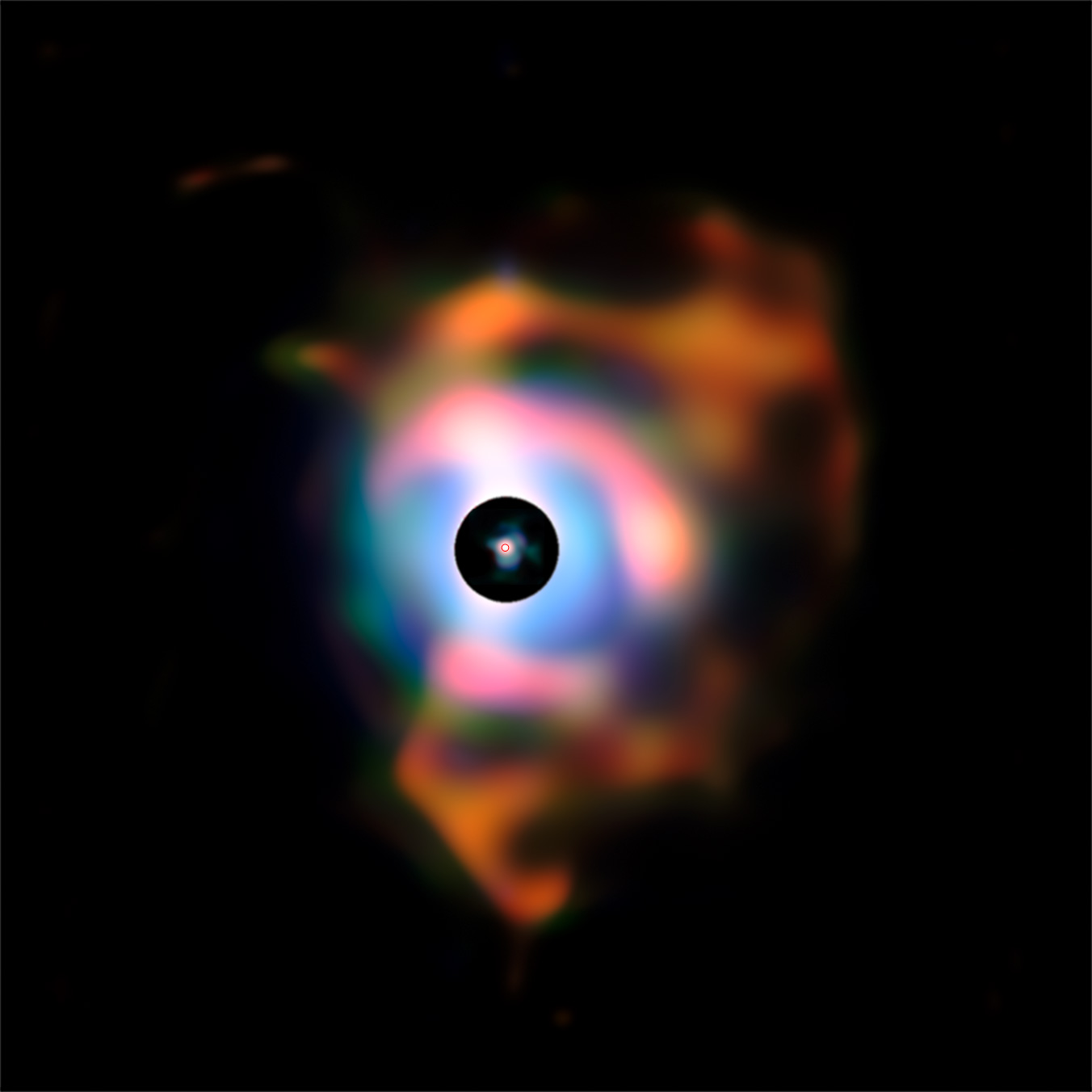
Nebulosa attorno alla supergigante rossa Betelgeuse ripresa con VISIR.
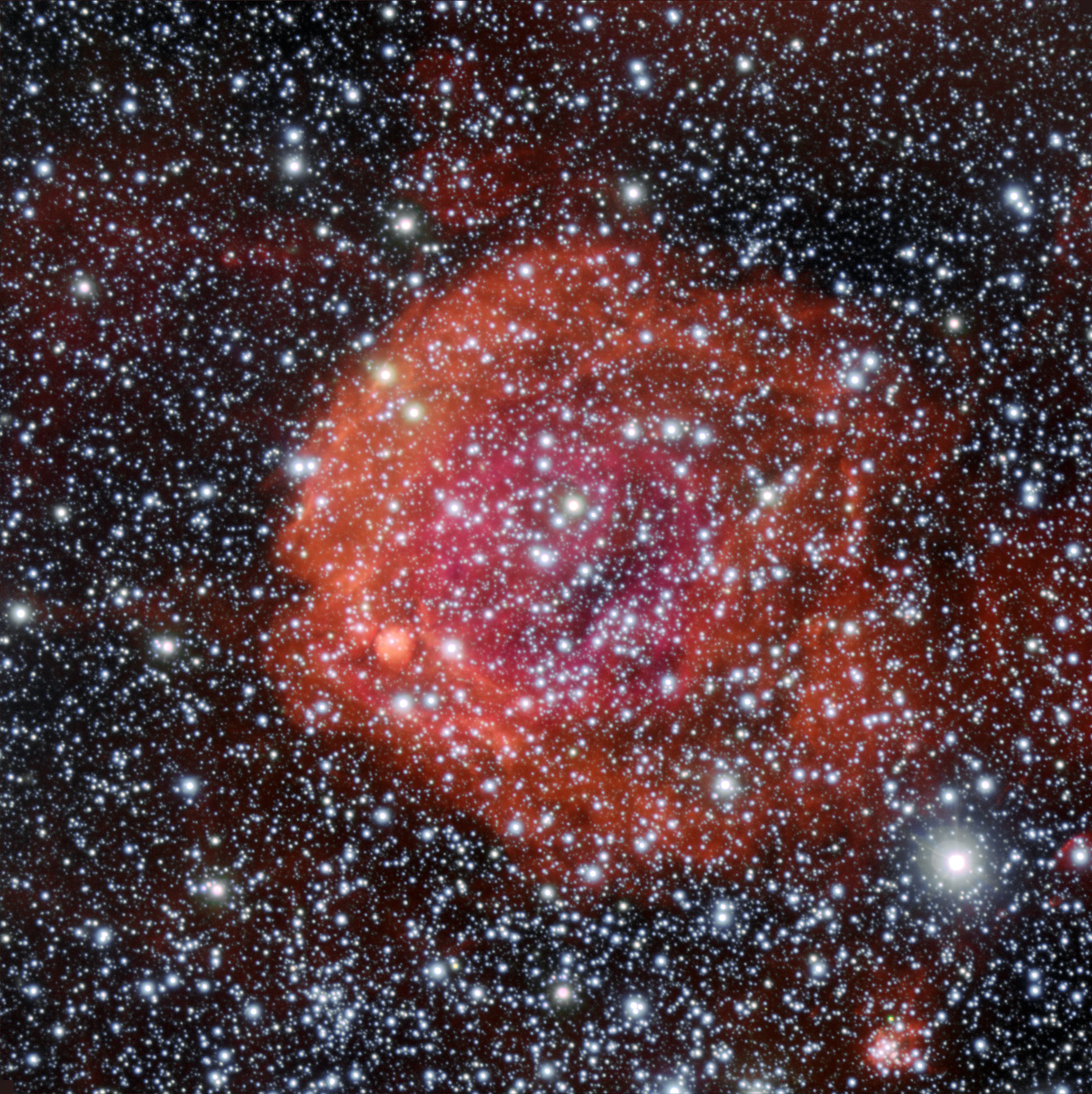
Ammasso stellare e nebulosa NGC 371 ripresi con FORS1 sul VLT.
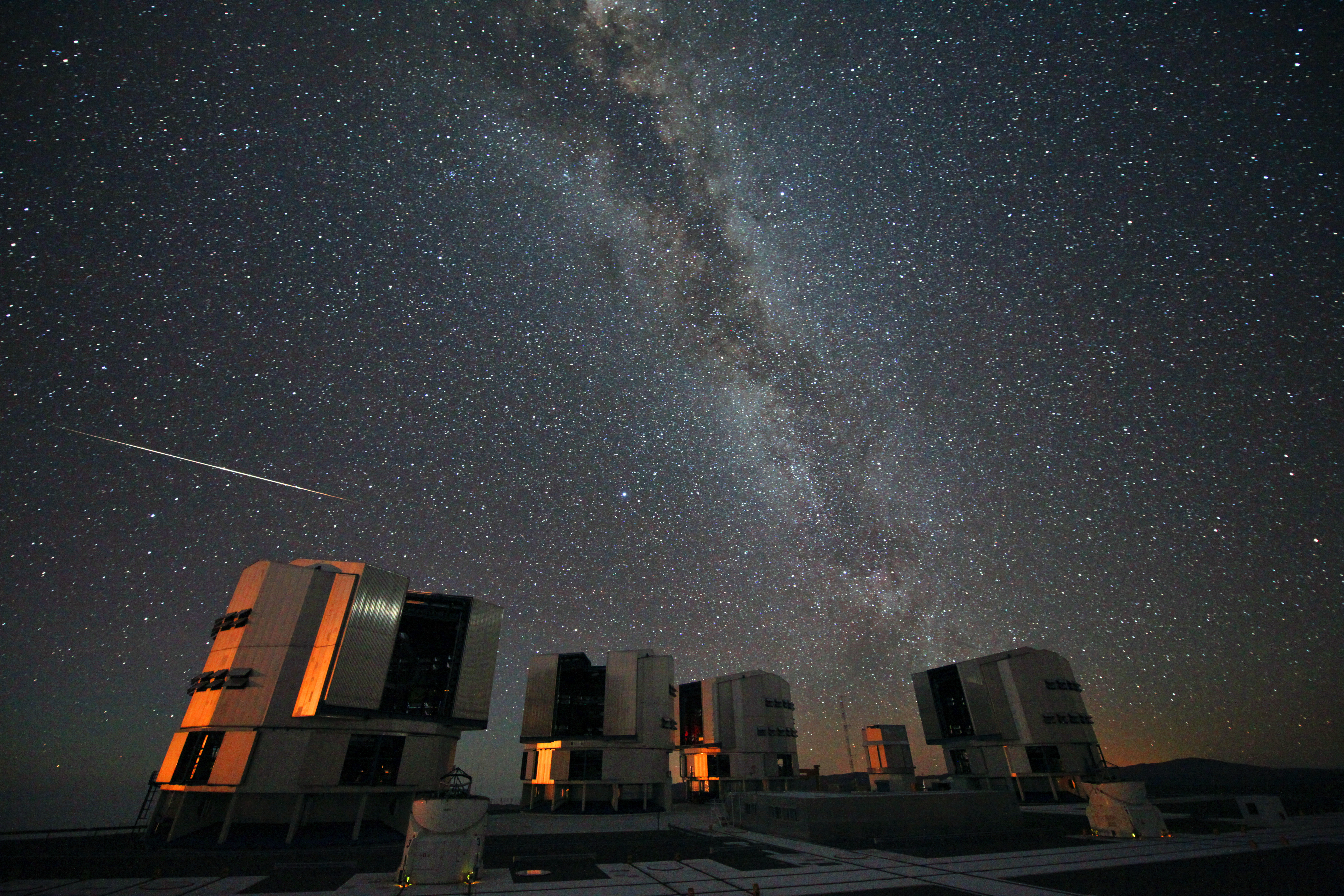
Perseidi sopra il VLT nel 2010.